# North American B-45 Tornado
B-45 Tornado – pierwszy amerykański czterosilnikowy lekki bombowiec taktyczny.
Była to konstrukcja wyjątkowo zawodna, tak że nie zdecydowano się nawet na użycie tych bombowców w czasie wojny koreańskiej. Duża prędkość i pułap sprawiały jednak, że dość dobrze kwalifikowała się do roli samolotu rozpoznawczego (RB-45).

## Wersje

### B-45A
Wyposażony w silniki Allison J35-A11. Wyprodukowano 96 sztuk.

### B-45B
Wersja planowana, do produkcji której nigdy nie doszło. Miała cechować się nowym radarem i systemem kierowania ogniem.

### B-45C
Wyposażona we wzmocnioną konstrukcję płatowca i kabiny. Ta wersja miała charakterystyczne zbiorniki paliwa na krańcach skrzydeł. Wyprodukowano 10 egzemplarzy.

### RB-45C
Wersja rozpoznawcza, wyposażona w 12 kamer. Wyprodukowano łącznie 33 egzemplarze.